# Павлоград (автостанція)
Автостанція «Пвлоград» центральна автостанція Павлограда. Автостанція входить до ПАТ «Дніпропетровське обласне підприємство автобусних станцій».

## Основні напрямки

### Місцевого формування
- Павлоград — Дніпро
- Павлоград — Дніпро (Новий центр)
- Павлоград — Бердянськ
- Павлоград — Новомосковськ-1
- Павлоград — Першотравенськ
- Павлоград — Тернівка
- Павлоград — Синельникове-1
- Павлоград — Покровське
- Павлоград — Булахівка (Павлоградський район)
- Павлоград — Залізнична станція «Вербки»
- Павлоград — Жемчужне (Юр'ївський район)
- Павлоград — Зелене (Павлоградський район)
- Павлоград — Кочережки
- Павлоград — Межиріч (Павлоградський район)
- Павлоград — Нові Вербки
- Павлоград — Нововоскресенівка
- Павлоград — Новомиколаївське (Павлоградський район)
- Павлоград — Преображенка (Юр'ївський район)
- Павлоград — Привовчанське
- Павлоград — Сергіївка (Юр'ївський район)
- Павлоград — Троїцьке (Павлоградський район)
- Павлоград — Українське (Юр'ївський район)
- Павлоград — Чернявщина
- Павлоград — Юр'ївка (Юр'ївський район)
- Павлоград — Шандрівка

### Транзитні
- Київ — Донецьк-Західний
- Київ — Донецьк-Південний
- Київ — Залізнична станція «Донецьк»
- Київ-Пасажирський — Донецьк-Західний
- Київ-Пасажирський — Донецьк-Південний
- Одеса — Луганськ
- Дніпро — Волгоград
- Дніпро — Донецьк-Західний
- Дніпро — Луганськ
- Дніпро — Краматорськ
- Дніпро — Сєвєродонецьк
- Дніпро — Сніжне
- Дніпро — Першотравенськ
- Дніпро — Тернівка
- Дніпро — Красний Луч
- Дніпро — Петропавлівка
- Дніпро — Межова
- Дніпро — Юр'ївка (Юр'ївський район)
- Дніпро — Новов'язівське (Юр'ївський район)
- Дніпро (Новий центр) — Тернівка
- Донецьк-Західний — Миколаїв
- Донецьк-Західний — Чернівці
- Луганськ — Кишинів
- Кривий Ріг — Ростов-на-Дону
- Кривий Ріг — Слов'янськ
- Кривий Ріг — Шахтарськ
- Кам'янське-1 — Горлівка
- Кам'янське-1 — Рубіжне
- Тернівка — Приморськ
- Тернівка — Кирилівка